# Břežany II
Břežany II, bis 1960 Břežany, (deutsch Breschan) ist eine Gemeinde in Tschechien. Sie liegt fünf Kilometer nordwestlich von Český Brod und gehört zum Okres Kolín.

## Geographie
Břežany II befindet sich am Übergang des Mittelböhmischen Berglandes zur Böhmischen Tafel am Bach Týnický potok. Nördlich erhebt sich der Hügel Chrástnice (258 m). Im Süden verläuft die Bahnstrecke von Prag nach Nymburk, dort liegt die Bahnstation Rostoklaty.
Nachbarorte sind Černíky im Nordosten, Štolmíř und Nová Ves II im Südosten, Rostoklaty im Süden, Tuklaty im Südwesten, Tlustovousy im Westen sowie Horoušany und Vyšehořovice im Nordwesten.

## Geschichte
Die erste schriftliche Erwähnung des Dorfes erfolgte im Jahre 1305.
Nach der Aufhebung der Patrimonialherrschaften bildete Břežany ab 1850 eine politische Gemeinde im Bezirk Český Brod. Seit 1961 gehört die Gemeinde zum Okres Kolín und trägt zur Unterscheidung von der gleichnamigen Gemeinde Břežany I den amtlichen Namen Břežany II. Der Ortsname leitet sich vom tschechischen Wort Brežany im Sinne von Abhang, Ufer oder Bruch ab.

## Gemeindegliederung
Für die Gemeinde Břežany II sind keine Ortsteile ausgewiesen.

## Sehenswürdigkeiten
- Kapelle am Dorfplatz
- Kruzifix
- Löwen-Statue am Dorfplatz
- stillgelegte Sandsteinbrüche auf dem Chrástnice